# Nihoa variata
Nihoa variata – gatunek pająków z infrarzędu ptaszników i rodziny Barychelidae. Występuje endemicznie  w Papui-Nowej Gwinei.

## Taksonomia
Gatunek ten opisany został po raz pierwszy w 1881 roku przez Tamerlana Thorella pod nazwą Idiommata variata. Opisu dokonano na podstawie pojedynczej samicy odłowionej w 1875 roku. Jako lokalizację typową wskazano wyspę Yule. W 1994 roku Robert Raven dokonał redeskrypcji holotypu i przeniósł gatunek do rodzaju Nihoa.

## Morfologia
Holotypowa samica ma ciało długości 22 mm oraz karapaks długości 7,8 mm i szerokości 6,8 mm. Karapaks jest w zarysie prawie jajowaty, ubarwiony pomarańczowobrązowo, porośnięty brązowymi i złotymi włoskami i szczecinkami. Jamki karapaksu są krótkie i zakrzywione. Szczękoczułki są pomarańczowobrązowe, porośnięte brązowymi szczecinkami, pozbawione rastellum. Bruzda szczękoczułka ma 2 małe i 7 dużych zębów na krawędzi przedniej oraz 2 małe ząbki i 20–30 ziarenek w części środkowo-nasadowej. Szczęki zaopatrzone są w 9 kuspuli. Na wardze dolnej występuje jedna kuspula. Odnóża są pomarańczowobrązowe, nieobrączkowane, pozbawione cierni bazyfemoralnych, ale zaopatrzone w grzebienie. Trzecia para odnóży ma kolce cierniowate na rzepkach. Skopule występują na nadstopiach dwóch ostatnich par. Kądziołki przędne pary tylno-środkowej są małe, ale dobrze widoczne. Opistosoma (odwłok) jest z wierzchu siateczkowana, pod spodem zaś jasna z brązowymi łatami. Genitalia samicy mają dwie spermateki, z których każda złożona jest z kciukowatego płata wewnętrznego i cienkiego płata zewnętrznego o rozszerzonym wierzchołku.

## Występowanie
Pająk ten występuje endemicznie w Papui-Nowej Gwinei. Znany jest wyłącznie z miejsca typowego na wyspie Yule w Prowincji Centralnej.